# Władysław Plater

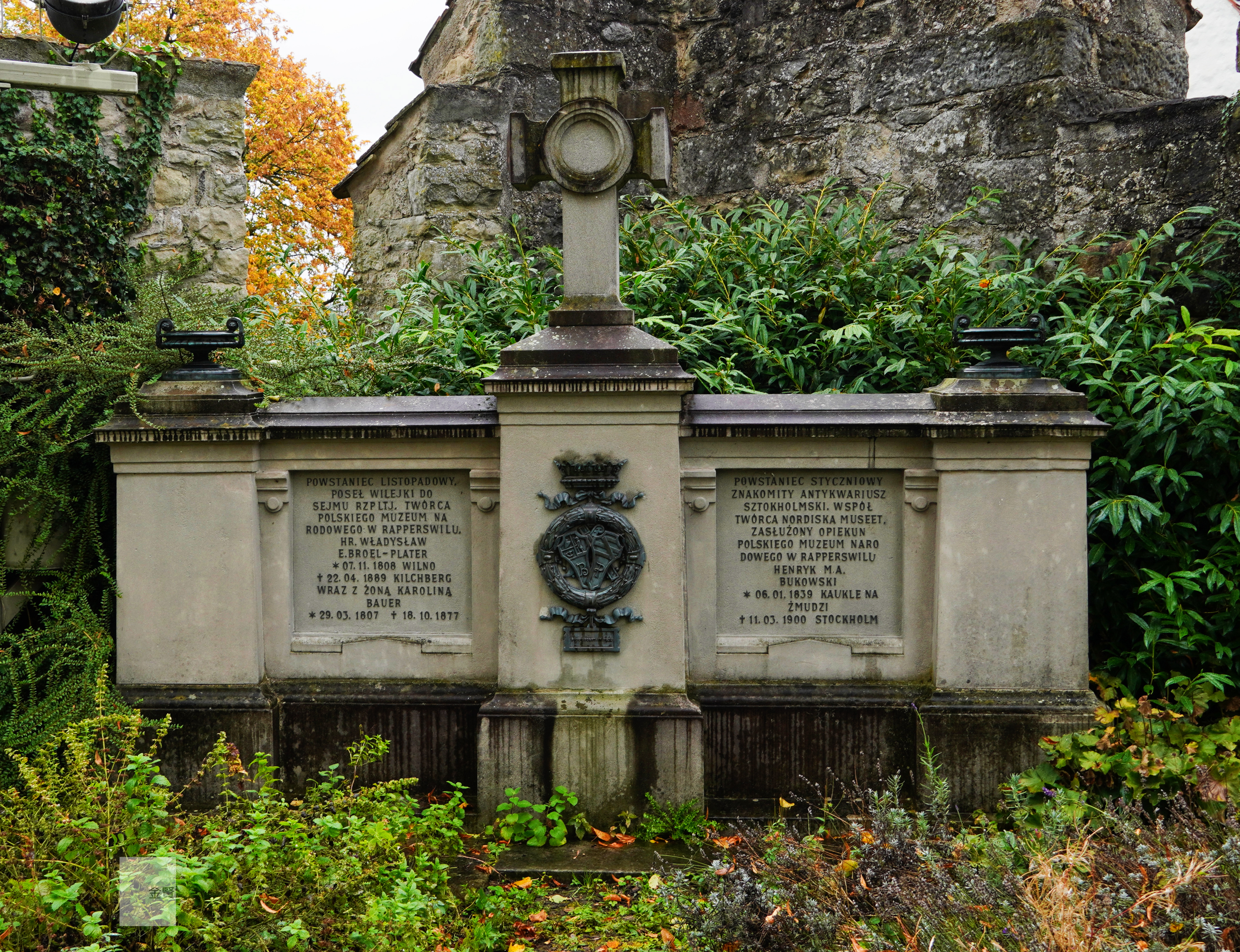
Tablica pamiątkowa, Muzeum Polskie w Rapperswilu

Władysław Ewaryst Broel-Plater (ur. 7 listopada 1808 w Wilnie, zm. 22 kwietnia 1889 w Kilchbergu) – hrabia, poseł na Sejm powstańczy w czasie powstania listopadowego, dziennikarz i polityk emigracyjny, fundator i członek Towarzystwa Muzeum Narodowego Polskiego w Rapperswilu w 1870 roku.

## Życiorys
Był synem Kazimierza i Apolinary z Żabów. W 1827 wyruszył w podróż. Odwiedził Petersburg, Niemcy, Szwajcarię i Anglię. Wybuch powstania zastał go w Anglii, zaś na początku 1831 powrócił do kraju. Podpisał 25 stycznia 1831 roku akt detronizacji Mikołaja I Romanowa. 10 sierpnia 1831 podpisał w Warszawie akt przystąpienia do powstania województwa mińskiego, tam też został wybrany na posła z powiatu wilejskiego, uczestniczył w obradach sejmu w Zakroczymiu i Płocku.
Majątek jego został skonfiskowany. W Paryżu w grudniu 1831 powołał wraz z bratem Cezarym Towarzystwo Litewskie i Ziem Ruskich. W maju 1832 wyruszył do Anglii w związku z polską mocją w Izbie Gmin. Był członkiem sejmu powstańczego na emigracji. W 1833 powrócił do Paryża i włączył się w działalność Towarzystwa Literackiego i z jego ramienia wydawał pismo w języku francuskim Le Polonais. Journal des intérêts de la Pologne.
Służył jako łącznik księcia Adama Jerzego Czartoryskiego z francuskim światem politycznym. Od grudnia 1839 do czerwca 1840 przebywał w Londynie, wysłany tam dla zainteresowania rządu brytyjskiego kwestią Wolnego Miasta Krakowa.
Po powrocie do Paryża odsunął się od środowiska księcia Czartoryskiego. W 1841 założył monarchistyczny Dziennik Narodowy. W 1844 przeniósł się do Szwajcarii, gdzie nabył dom w pobliżu Zurychu (willa Broelberg). Ożenił się z Karoliną Bauer, niemiecką aktorką o europejskiej sławie. Po wybuchu rewolucji lutowej 1848 przybył do Paryża i zawarł ugodę z obozem Hôtelu Lambert. Zawiózł do Frankfurtu nad Menem odezwę byłych parlamentarzystów Sejmu powstańczego do Zgromadzenia Ogólnoniemieckiego.
Po wybuchu powstania styczniowego uczestniczył w organizowaniu przerzutu młodzieży polskiej udającej się do kraju z Włoch przez Szwajcarię.10 lutego 1864 Romuald Traugutt zatwierdził wydawanie przez niego pisma w Szwajcarii w języku niemieckim dla szerzenia propagandy sprawy polskiej oraz kazał złożyć Platerowi szczere podziękowanie za jego patriotyczne prace. W marcu tego roku komisarz Rządu Narodowego Wacław Przybylski mianował go formalnie agentem Rządu Narodowego w Szwajcarii.
W 1868 snuł plany utworzenia Ligi Antymoskiewskiej. W 1881 w czasie negocjowania konkordatu pomiędzy Watykanem a Imperium Rosyjskim protestował w swoim memoriale przed wprowadzeniem języka rosyjskiego do katolickich nabożeństw.
W stulecie konfederacji barskiej w sierpniu 1868 własnym sumptem ufundował Kolumnę Barską nad Jeziorem Zuryskim. W 1870 przeniósł kolumnę do wydzierżawionego zamczyska w Rapperswilu. W gmachu tym w październiku 1870 otworzył Muzeum Narodowe.